# Tegnérmuseet

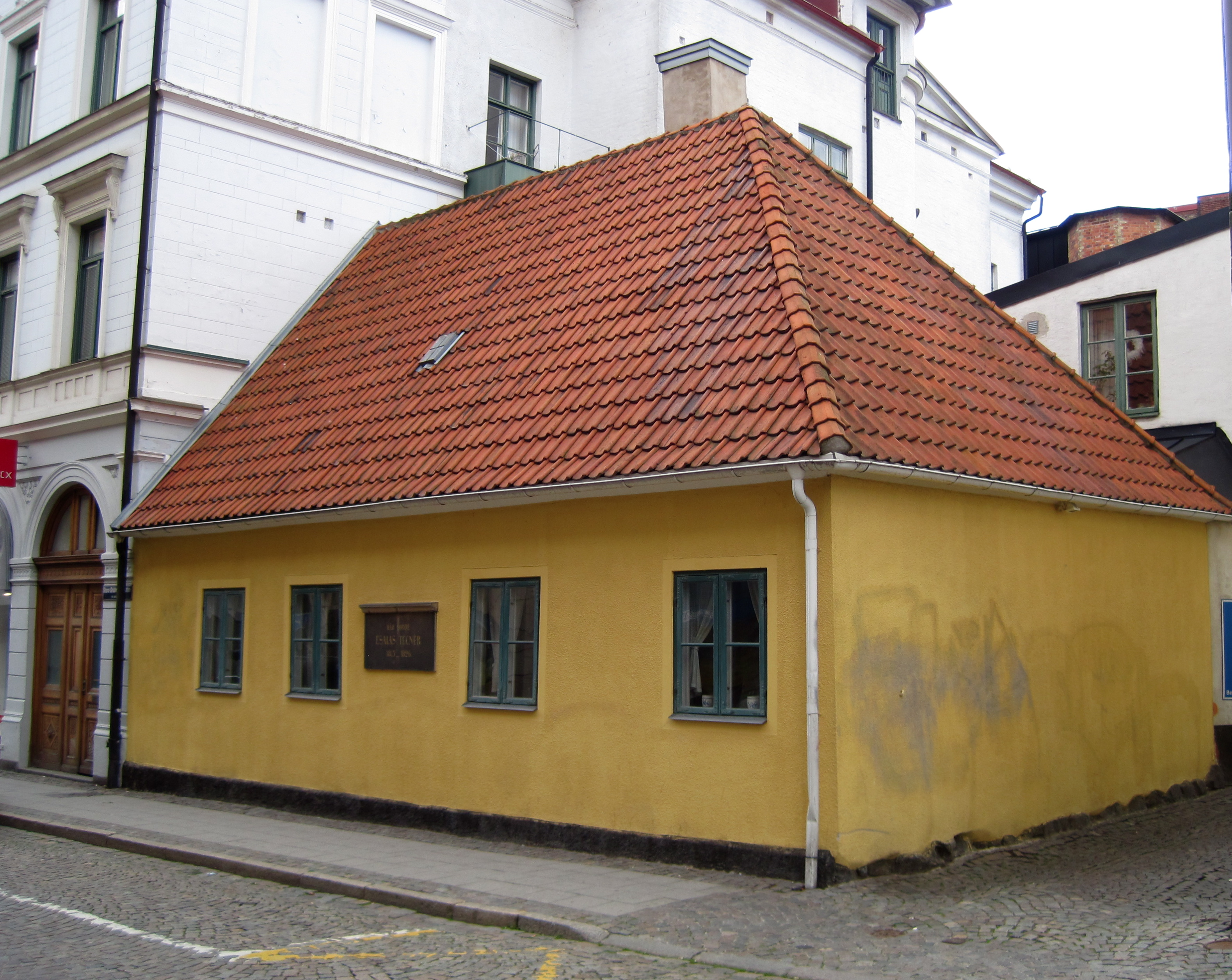
Tegnérmuseet, med ingång till museet genom huset till vänster i bilden.

Tegnérmuseet är ett museum i Lund, som är inrymt i den fastighet på Stora Gråbrödersgatan där Esaias Tegnér bodde under merparten av sin tid som professor vid Lunds universitet.
Enligt Tegnér skall gården ha bestått av en boningslänga med handkammare, spiskammare och kök och tio rum. De flesta med gipstak, tapeter och mässingsdörrsförsedda porslinsugnar. Till gården fanns två längor: i den ena fanns brygghus med inmurad panna, packhus, vedbodar, vagnsskjul, ett stort stall, mangelbord och en drängkammare, i den andra, som var byggd av bränt tegel och ekepålar fanns loge och två lador.
Gården hotades av rivning efter 40 år efter det att Esaias Tegnér lämnat Lund för att bli biskop i Växjö. Gården räddades av Tegnérstiftelsen genom köp. Stiftelsen har därefter byggt upp ett museum och sökt att återskapa Tegnérs hem med originalinventarier.
Museet tillhörde tidigare Akademiska Föreningen, men förvaltas numera av Kulturen.